# 2014年亞洲運動會柬埔寨代表團
2014年亞洲運動會柬埔寨代表團是柬埔寨參加2014年亞洲運動會的體育代表團。柬埔寨跆拳道運動員孫秀美在跆拳道比賽女子73公斤級奪下金牌，為柬埔寨代表團自1970年曼谷亞運之後首面亞運獎牌，也是本屆賽事唯一一面獎牌，在獎牌榜中排名28。

## 奖牌統計
10月3日，19歲的跆拳道運動員孫秀美在女子73公斤級決賽中以7比4擊敗伊朗選手奪得金牌，為柬埔寨代表團在本屆賽事的唯一一面獎牌，也是柬埔寨代表團自1970年曼谷亞運後再度拿下亞運獎牌。
| 獎牌 | 運動員 | 比賽   | 項目         | 日期    |
| ---- | ------ | ------ | ------------ | ------- |
| 金牌 | 孫秀美 | 跆拳道 | 女子73公斤級 | 10月3日 |